# 野呂佳代
野呂 佳代（のろ かよ、1983年〈昭和58年〉10月28日 - ）は、日本の歌手、タレント、女優。AKB48とSDN48の元メンバーでSDN48ではキャプテンを務めた。
東京都出身。太田プロダクションに所属。

## 略歴
2006年
- 2月26日、『第二期AKB48追加メンバーオーディション』に合格する。
- 4月1日、AKB48劇場のチームK初日公演で公演デビューしてチームKのメンバーとして活動開始する。同期に大島優子、梅田彩佳、秋元才加らがいる。
- 10月25日、メジャー1stシングル「会いたかった」で当時最年長記録の22歳362日で選抜メンバーに選出される。

2007年
- 7月、同期の佐藤夏希と「なちのん」を結成して10月に『M-1グランプリ』へ初出場するが2回戦で敗退する。

2008年
- 『M-1グランプリ』に再び出場して2回戦で敗退する。

2009年
- 1月、『真里亜〜その愛の果てに〜』で舞台初出演にして主演を務める。
- 8月1日、佐藤由加理、大堀恵、浦野一美、小原春香とともにSDN48として活動を開始する。

2010年
- 2月21日、『チームK 5th Stage「逆上がり」』公演千秋楽でAKB48を卒業してSDN48へ完全移籍し、SDN48キャプテンに就任する。
- 3月25日、横浜アリーナで開催の『AKB48 満席祭り希望 賛否両論』夜公演でAKSから太田プロダクションへ移籍することが発表された[1]。
- 4月 - 、『ON8』（bayfm）に月曜パーソナリティーとしてレギュラー出演。
- 6月 - 9月、SDN48のメジャーデビュー曲「GAGAGA」参加メンバー12名の選抜を『すっぽんの女たち』番組内で行い、3位で選抜メンバーに選出される。

2011年
- 10月15日、『SDN48 1st Stage「誘惑のガーター」』公演で、SDN48キャプテンとして他のメンバー全員とともにSDN48を卒業することを発表する[2]。

2012年
- 3月31日、『SDN48 コンサート「NEXT ENCORE」 in NHKホール』でSDN48を卒業する。

2020年
- 11月18日、レギュラー出演している『中居大輔と本田翼と夜な夜なラブ子さん』内で、テレビディレクターの男性との婚約を明らかにした[3]。11月22日（“いい夫婦の日”）に婚姻届を提出[4]。

## 人物
- 過去にオリエンタルランド（東京ディズニーリゾート）にて2年間勤務しており、マジックランプシアター（東京ディズニーシー）のキャストを担当していた[5]。
- 何期かは不明だがモーニング娘。のオーディションを受け、3次審査で落選した経験がある[6]。
- AKB48のオーディションを受けた時点で既に「正直太っていた」が、「顔はまあまあ普通にヤセているように見えた」ため「バストアップしか映らない」「テレビ電話オーディションのおかげで入れたと思います」と自認している[7]。
- 『サスケマニア』では優勝を経験している。
- SDN48に移籍してキャプテンを務めていた時は「キャップ」と呼ばれることもあった[注 1]。
- SDN48卒業後は、所属事務所が太田プロであることからバラエティタレントとして活動。『ロンドンハーツ』の企画「タレント進路相談」（2013年2月5日放送）を機にAKB48グループファン以外にも知名度を上げる[8]。
- 『la farfa』で2015年7月号から随時表紙を担当するなどプラスサイズモデルとしても活動している[9]。
- バラエティ番組のバンジージャンプ企画で自身の体重を実際より軽く申告したため、ゴムが計算よりも伸びすぎて着水してしまったことがある（2メートルの深さがある人工池だったので大事には至らなかった）[10]。
- 3歳のころ、革ジャンを着たサングラスにスポーツ刈りの知らない男にあやうく誘拐されそうになったことがあるという。そのことから誘拐事件に嫌悪を抱いており、小さい子供への防犯対策を是非してほしいと語っている[11]。

## 作品

### 参加作品
| 発売日        | タイトル                                           | 名義             | 商品コード  | 楽曲                  | タイアップ                 |
| PONY CANYON   | PONY CANYON                                        | PONY CANYON      | PONY CANYON | PONY CANYON           | PONY CANYON                |
| ------------- | -------------------------------------------------- | ---------------- | ----------- | --------------------- | -------------------------- |
| 2014年4月23日 | 上島ジェーンビヨンド/ オリジナル・サウンドトラック | 九十九里ッターズ | PCCR-00604  | 波の数だけ I need you | 上島ジェーンビヨンド挿入歌 |

### 楽曲
| リリース日     | タイトル       | 名義             | 備考                                                                      |
| -------------- | -------------- | ---------------- | ------------------------------------------------------------------------- |
| 2018年         | 月曜の夜は     | mogsanと野呂佳代 | 未音源化                                                                  |
| 2019年7月15日  | さよならサマー | mogsanと野呂佳代 | ネット配信                                                                |
| 2019年12月11日 | さよならサマー | mogsanと野呂佳代 | 7インチシングル盤、レーベル:AT HOME SOUND、品番:AHS12                     |
| 2023年6月29日  | 肩にインコ     | 野呂佳代         | ネット配信、レーベル:ポニーキャニオン、品番:PCSP.05187 本人による作詞作曲 |

### 映像作品
| 発売日        | タイトル                                    | 規格品番   | メーカー                 |
| ------------- | ------------------------------------------- | ---------- | ------------------------ |
| 2012年3月23日 | 打ちあがったマーメイド                      | TSDV-41422 | 竹書房                   |
| 2013年3月31日 | OVER 大丈夫かしら?                          | AQSF-001   | アクアハウス             |
| 2013年9月20日 | Sunngoku Dekai NO このお尻、見慣れたかしら? | ENFD-5494  | イーネット・フロンティア |

## 出演

### テレビドラマ
- ことぶきウォーズ（2004年10月4日 - 12月3日、CBC・TBS系）- 絵里 役[13] ＊朝倉佳代時代
- 栞と紙魚子の怪奇事件簿 第9話（2008年3月1日、日本テレビ） - ポスターの写真 役
- マジすか学園 最終話（2010年3月26日、テレビ東京） - 馬路須加女学園生徒 役
- 水曜ミステリー9（テレビ東京）
  - 北海道警事件ファイル 警部補 五条聖子 第1作「過去からの脅迫者」（2012年10月24日） - 香菜 役
  - 内田康夫サスペンス「鬼刑事と車椅子の少女 ドクターブライダル」（2013年5月22日） - 横山珠恵 役
- スペシャルドラマ 恋するイヴ（2014年12月24日、日本テレビ） - バッチ 役[14]
- 私の嫌いな探偵 第3話（2014年1月31日、テレビ朝日） - 剣先舞香 役
- 金曜ロードSHOW! 特別ドラマ「磁石男」（2014年6月13日、日本テレビ）
- 土曜ワイド劇場 逆転報道の女 第4作（2014年11月22日、朝日放送テレビ） - 榊ウエディングプランの社員 役
- プレミアムよるドラマ ランチのアッコちゃん（2015年5月12日 - 6月30日、NHK BSプレミアム） - 原田ちひろ 役
- 司法教官・穂高美子 第4作（2015年10月31日、テレビ朝日） - 新婦（女A）役
- きみはペット（2016年2月6日 - 6月19日、フジテレビ） - 白妙ユリ 役
- 科捜研の女（テレビ朝日）
  - SEASON 17 第7話（2017年11月30日） - 田村美咲 役
  - SEASON 19 第28話（2020年1月30日） - 七海真友 役
- オー・マイ・ジャンプ! 〜少年ジャンプが地球を救う〜 第8話（2018年3月3日、テレビ東京） - 仁蒋 役
- こんな未来は聞いてない!!（2018年9月29日 - 12月1日、フジテレビオンデマンド / 10月13日 - 12月15日、フジテレビ） - アラサー（30歳の花園佳代） 役[15]
- 運命から始まる恋 -You are my Destiny-（2020年4月11日 - 6月13日、フジテレビ）[16]
- 不倫をコウカイしてます（2020年9月6日・13日、朝日放送テレビ） - 水原詩乃 役
- 僕らは恋がヘタすぎる（2020年10月25日 - 12月6日、朝日放送テレビ） - 浜野由梨 役[17]
- ナイト・ドクター（2021年6月21日 - 9月13日、フジテレビ） - 益田舞子 役[18]
- 顔だけ先生 第6話（2021年11月13日、東海テレビ） - 加藤美佐江 役[19]
- メンタル強め美女白川さん（2022年4月7日 - 6月23日、テレビ東京） - 町田杏花 役[20][21]
- ザ・トラベルナース（2022年10月20日 - 12月8日、テレビ朝日） - 森口福美 役[22][23]
  - ザ・トラベルナース（2024年10月17日 - 12月19日、テレビ朝日）[24]
- たいせつを探して（2022年11月29日 - 12月27日、NHK Eテレ「バリューの真実」内）- 探偵事務所の先輩 役[25]
- ブラッシュアップライフ（2023年1月8日 - 3月12日、日本テレビ） - 丸山美佐 役[26]
- ラストマン-全盲の捜査官- 第2話（2023年4月30日、TBS） - ピーチ 役[27]
- 王様に捧ぐ薬指 第3話（2023年5月2日、TBS） - 園田 役
- 褒めるひと褒められるひと（2023年6月12日 - 8月3日、NHK総合） - 小佐川志穂 役[28]
- クールドジ男子 第11話（2023年6月24日、テレビ東京） - バスの乗客 役[29]
- SHUT UP（2023年12月4日 - 2024年1月29日、テレビ東京） - 高梨塔子 役[30]
- 松本清張ドラマスペシャル 第二夜「ガラスの城」（2024年1月4日、テレビ朝日） - 和島好子 役[31]
- 大河ドラマ 光る君へ 第1回・第2回（2024年1月7日・14日、NHK） - ぬい 役[32][33]
- 舟を編む 〜私、辞書つくります〜（2024年2月18日 - 4月21日、NHK BS・NHK BSプレミアム4K）[34]
- アンメット ある脳外科医の日記（2024年4月15日 - 6月24日、関西テレビ） - 成増貴子 役[35][36]
- 西園寺さんは家事をしない（2024年7月9日 - 9月17日、TBS） - 宮島陽毬 役[37]
- クラスメイトの女子、全員好きでした 第2話・第3話・第8話 - 最終話（2024年7月18日・25日・8月29日 - 9月12日、読売テレビ・日本テレビ系）[38] - 坂上文香 役
- こども・エール! 〜アジアこどもドラマ〜「プップルール」（2024年7月31日、NHK Eテレ）
- ホットスポット 第1話・第6話（2025年1月12日・2月16日、日本テレビ） - 中本こずえ 役[39]
- なんで私が神説教（2025年4月12日 - 6月14日、日本テレビ） - 大口美幸 役[40][41]
- 初恋DOGs（2025年7月1日 - 、TBS） - 杉本みちる 役[42]
- しあわせな結婚 第1話（2025年7月17日、テレビ朝日） - 夫の浮気の相談をする妻 役[43]

### 配信ドラマ
- ショートドラマ「私の守護神ウラーザくん2」（2018年2月17日配信開始、全6話+1話、CCI・読売テレビ番組公式サイト） - ヒロイン・私 役[44]
- TOKYO COIN LAUNDRY（2019年1月11日 配信開始、全5話、GyaO!）[45]
- ハッピーメール〜Love Story〜（2019年8月1日 - 9月5日、全6話、公式サイト・YouTube） - 主演・住野李佳 役[46]
- 運命から始まる恋 -You are my Destiny-（2020年2月12日配信開始、全10話、フジテレビオンデマンド / YOUKU） - 美紀 役[47][48]
- エンジェルフライト 国際霊柩送還士（2023年3月17日配信開始、Amazon Prime Video） - 松山みのり 役[49]
- なんで私まで神説教!?（2025年6月14日、Hulu） - 大口美幸 役[50]
- 初恋アンダーDOGs〜負け犬と初恋〜（2025年7月8日 - 、TVer 他） - 杉本みちる 役[51]

### テレビアニメ
- クレヨンしんちゃん（2007年3月16日、テレビ朝日）[注 2]

### その他のテレビ番組
- 力の限りゴーゴゴー!!（2000年6月28日、フジテレビ） - 「ふんどし先生」に出演
- すイエんサー（2009年8月20日・9月8日・2010年1月12日、NHK教育）
- 熱血BO-SO TV（2010年5月1日 - 、千葉テレビ） - エージェント（リポーター）として不定期出演
- すっぽんの女たち（2010年6月3日 - 2012年3月28日、テレビ朝日） - 秘書としてレギュラー出演
- ワケありバンジー（2010年 - 、全国独立放送協議会各局） - バンジーエンジェル
- ダチョ・リブレ（2011年9月 - 2013年12月、テレ朝チャンネル） - 「へらクレス」メンバーとして出演
- ヒット予測バラエティ 新品さん（2012年8月4日・2013年1月6日、BSフジ） - アシスタント
- パチンコ パチスロ エンタメ情報パチFUN! 埼玉版（2012年8月8日 - 、テレビ埼玉）
- 志村けんのバカ殿様（2012年10月16日・2013年1月11日、フジテレビ） - 腰元としてレギュラー出演
- パチンコ パチスロ エンタメ情報パチFUN! 千葉版（2012年10月31日 - 、千葉テレビ）
- モト冬樹の笑店街（2013年1月17日 - 、JCOMチャンネル 関東エリア）
- IDOL REVUE ご当地アイドルお取り寄せ図鑑 by Pigoo（2013年6月12日 - 12月25日、BSスカパー!）
- ロンドンハーツ（2013年2月5日 - 、テレビ朝日）- 準レギュラー
- IDOL REVUE ご当地アイドルお取り寄せ図鑑 第二章 by Pigoo（2014年4月9日 - 9月17日、BSスカパー!）
- 平畠蹴球団（2015年10月 - 12月、テレビ静岡）
- 厳選!いい宿（2016年8月29日 - 2018年9月24日、テレビ東京）
- ゴッドタン（2015年11月7日 - 、テレビ東京） - 準レギュラー[注 3]
- うまいッ!（2016年12月17日 - 、NHK総合） - 食材ハンター（リポーター）として不定期出演
- ちょっと福岡行ってきました!（2018年 - 、TVQ九州放送）- 旅人（不定期出演）
- 東京クラッソ!NEO（2017年7月30日 - 2019年3月31日、TOKYO MX）
- 有吉ぃぃeeeee!そうだ!今からお前んチでゲームしない?（2019年2月3日・4月7日・2020年5月24日・31日、テレビ東京）
- 中居大輔と本田翼と夜な夜なラブ子さん（2020年7月2日 - 12月3日・2021年5月21日、TBS）
- 芸能人が本気で考えた!ドッキリGP（2020年 - 、フジテレビ） - 準レギュラー
- 発見!タカトシランド（北海道文化放送）
  - 2021年2月19日 - 札幌・北郷エリアでイイこと探し!
  - 2021年2月26日 - 札幌・苗穂通エリアでイイこと探し!
  - 2024年8月23日 -  当別町エリアでお宝店を発見! SP
  - 2024年9月20日 -  新篠津エリアでお宝店を発見! SP
- 出没!アド街ック天国（2023年10月7日、テレビ東京）- 「下板橋」回に板橋区出身タレントとして出演
- DayDay.（2024年4月 - 日本テレビ） - 金曜レギュラー
- ぐ〜たくさん（2024年10月6日 - 、中京テレビ） - ぐ〜たくさんファミリー

### 映画
- 伝染歌（2007年8月25日公開、松竹） - 織部美希 役
- YOSHIMOTO DIRECTOR'S 100「ぱきゅら!」（2010年3月公開、吉本興業運営各劇場） - OL 役
- 地球防衛ガールズP9（2011年11月26日公開、ファイヤークラッカー） - 水沢一美 役
- 上島ジェーンビヨンド（2014年4月26日公開、キノフィルムズ） - 本人 役
- ハッピーメール（2018年8月25日公開[52]、第3回秋葉原映画祭2018[53]出展、パル企画） - 主演・相田楓 役[54]
- 怪物（2023年6月2日公開、東宝）[55]
- 退屈なエンドロール（2023年10月20日公開、SORA） - 新田茜 役[56][57]
- 時には懺悔を（2026年公開予定、ソニー・ピクチャーズ エンタテインメント）[58][59]

### 劇場アニメ
- クレヨンしんちゃん 嵐を呼ぶ 歌うケツだけ爆弾!（2007年4月21日公開、東宝） - UNTI女性隊員（先輩） 役

### 吹き替え
- 星つなぎのエリオ（2025年8月1日、ウォルト・ディズニー・ジャパン） - ウゥゥゥゥ 役[60]

### 舞台
- NPO法人J.POSH 日本乳がんピンクリボン運動支援作品「真里亜〜その愛の果てに〜」（2009年1月28日 - 2月2日、シアターグリーンBOX in BOX THEATER） - 主演・裕美 役
- クロックガールズ「あり得ない!」 再演『父さんの殺人』『律義な強盗犯』（2010年4月23日、APOCシアター） - 橋本 役
- 韓流ミュージカル「パルレ」（2012年2月4日 - 16日、三越劇場／17日・18日、サンケイホールブリーゼ） - 主演・ナヨン 役[注 4]
  - 再演「パルレ Vol.2」（2012年5月11日 - 13日・16日 - 19日、俳優座劇場） - 主演・ナヨン 役[注 5][62]
- シアターエアリーリアル朗読劇「赤い天使」一巻（2012年6月21日・22日、恵比寿Liveゲート） - 主演・美華 役[注 6]
- KOYA-MAP アニソンぷらす presents 喝采＜アニソンミュージカルバージョン＞（2012年10月31日 - 11月4日、前進座劇場）
- ザ・ナイト・オブ・クリスマウス クリスマウスの夜 2012（2012年12月12日 - 16日、新宿シアターモリエール） - 主演・渡辺佐恵 役[63]
- FAKE STAR 3rd Skit「キャッシュ・オン・デリバリー」（2013年2月5日 - 8日、中目黒キンケロ・シアター／12日・13日、in→dependent theatre 2nd）
- 第9回東京パフォーマーズ倶楽部公演「浅草あちゃらか」再演（2013年4月25日 - 29日、俳優座劇場） - 主演[注 7]
- ジェットラグプロデュース「アルテノのパン」（2013年6月5日 - 10日、赤坂RED/THEATER）
- 劇団クロックガールズ 第10回公演「LINK」（2013年10月29日 - 11月3日、バティオス） - 客演
- 丸美屋食品ミュージカル「アニー」（2016年4月23日 - 5月9日、新国立劇場 中劇場／8月6日・7日、フェニックス・プラザ 大ホール／8月10日 - 16日、梅田芸術劇場 シアター・ドラマシティ／8月20日・21日、福岡市民会館／8月26日 - 28日、愛知県芸術劇場 大ホール） - リリー・セントレジス 役[64][65]
- 劇団マカリスター「同窓会ディスコ」（2018年1月17日 - 21日、下北沢シアター711）
- 劇団マカリスター「解釈のジレンマ」（2018年7月12日 - 16日、下北沢シアター711）[66]
- a live house 〜そこから星が見えますか?〜（2019年9月21日 - 22日、CBGKシブゲキ!!／10月5日 - 6日、ABCホール）[67]
- 劇団マカリスター「かかりがかり」（2020年2月14日 - 17日、下北沢シアター711）
- マーダーミステリーシアター「裏切りの晩餐」（2021年12月14日、ライブ配信）[68]
- 熱海五郎一座（2026年6月〈予定〉、新橋演舞場）[69]

### ラジオ
- AKB48の全力で聴かなきゃダメじゃん!!（2007年10月3日 - 2008年11月26日、スターデジオ）
- AKB48 今夜は帰らない…なちのんの全力で! （2007年10月6日 - 2008年3月29日、CBCラジオ）
- ON8→ON8+1（2010年4月5日 - 2020年3月30日、bayfm） - 月曜DJ
- 週刊プレイボーイ presents 篠田麻里子と愉快な仲間たち[注 8]（2010年12月4日 - 2013年3月26日、KBCラジオ）
- トヨタ勝又グループPresents GROOVIN` ON THE ROAD（2015年4月4日 - 、bayfm）
- NHK高校講座 仕事の現場 real（2016年 - 2020年、NHKラジオ第2）
- NORONOROTIMES（2021年10月5日 - 2022年6月28日、ふくしまFM）
- Roomie Roomie!（2022年4月4日 - 2024年12月24日、TOKYO FM）- 月・火曜パーソナリティ[70]
- ルートインホテルズ presents とっておきここだけの旅〜ここ旅〜（2024年4月7日 - 、TOKYO FM/JFN全国ネット）- パーソナリティ

#### 特別番組
- Hellosmile Special Roomie Roomie! みんパピのお時間 supported by フコク生命（2022年11月20日、TOKYO FM）- MC[71]

### CM・広報
- リクルート ハナサク・プロジェクト AKB48篇（2008年）
- アベイル（2017年 - ） - モデル
- ハッピーメール（2019年5月1日 - 2022年5月31日） - イメージモデル、ブランドアンバサダー[72][73]

- サントリー 烏龍茶 Webムービー「新・竜兵会の掟」（2018年3月26日 - ）[74][75]
  - 「カンパイはなまウーで」篇
  - 「烏龍茶で食事を楽しむべし！」篇
  - 「烏龍茶はエクストラホットもあり！」篇
  - 「会の〆は烏龍茶で息スッキリ！」篇
- 明治 ザバスfor Woman MILK PROTEIN
  - WEBCM「ジム」篇・「オフィス」篇・「栄養訴求」篇（2021年10月5日 - ）[76]
- 藤久アスシア枕（2024年2月21日 - ）[77]
- キリンビール 淡麗プラチナダブル
  - WEBCM「プラチナダブル わかるよ。」シリーズ（2024年10月15日 - ）[78]

### ゲーム
- ドラゴンエッグ（2020年4月24日 - 5月17日、ルーデル）「野呂佳代」として登場。

### ミュージック・ビデオ
- SKE48 宮澤佐江と仲間たち「旅の途中」（2016年3月30日）

### ネット配信
- 麻里子姫はアプリがお好き（USTREAM・YouTube）
- ハマカーン&野呂佳代の当たんの佳代!! 〜ミニロト&ナンバーズ当選番号実況放送（ニコニコ動画、毎月最終火曜日）
- アキバで逢いまShowroom （2014年1月7日 - 、Pigoo LIVE） - 火曜MC
- おぎやはぎの「ブス」テレビ（2017年2月 - 、AbemaTV） - 準レギュラー
- HITOSHI MATSUMOTO presents FREEZE シーズン2（2020年7月10日、Amazonプライム・ビデオ）
- にじいろ＆本気の競輪TV（2020年8月27日 - 、YouTube） - 番組キャプテン[79]
- ドキュメンタル番外編 女子メンタルfromまっちゃんねる（2021年、Amazonプライム・ビデオ）- シーズン2出演
- トークサバイバー!ラスト・オブ・ラフ（2024年9月3日配信予定、Netflix）[80]

### イベント
- CBC GREEN LIVE（2009年3月21日、CBCホール）
- 野呂!春場所!（2012年3月14日、AKB48 CAFE&SHOP AKIHABARA シアターエリア）
- 『ノンティーLIVE 2013 with いつものアイツ』〜カラオケで歌わせていただきます〜（2013年5月11日、LIVE HOUSE SPACE WITH）
- ノンティーランド夏休み林間学校 〜野呂さんおやつ禁止です〜（2013年8月10日、マザー牧場）
- 立花裕人のトーク&ライブ（2013年9月5日、Livehouse Restaurant BLUE MOOD）
- 野呂佳代生誕祭〜祝●0歳 大人の階段登ってます❤〜（2013年10月26日、シェラトン・グランデ・トーキョーベイ・ホテル Club Fuji）
- ノンティーLIVE 2014 〜リベンジしたい30歳の春だから今度はバンドでライブやらせてください〜（2014年5月10日、四谷LOTUS）
- bayfm × LaLaport TOKYO-BAY MUSIC JAM Christmas Live！（2016年12月25日、ららぽーとTOKYO-BAY 中央広場） - DJ[81]

## 書籍

### 雑誌連載
- 食楽（2010年7月6日、徳間書店） - 「野呂佳代の女がおかわり、ナゼいけないっ!?」
- 週刊プレイボーイ（2011年5月9日 - 2013年4月22日、集英社） - 「篠田麻里子の草食系男子改造計画」を篠田麻里子・佐藤由加理との共同連載[注 9]。
- la farfa（2014年5月20日 - 、ぶんか社→文友舎） - モデル[82]

## AKB48・SDN48在籍時の参加楽曲

### シングルCD選抜楽曲
AKB48名義
- 会いたかった
- 「制服が邪魔をする」に収録
  - Virgin love - 「チームK」名義
- 「夕陽を見ているか?」に収録
  - ビバ! ハリケーン - 「ひまわり組」名義
  - 夕陽を見ているか?（ひまわり2.0Mix）
- 「ロマンス、イラネ」に収録
  - 愛の毛布 - 「ひまわり組」名義
  - ロマンス、イラネ（ひまわり 2nd 2.1Mix）
- 「Baby! Baby! Baby!」に収録
  - 夢を死なせるわけにいかない
- 「大声ダイヤモンド」に収録
  - 大声ダイヤモンド(team K ver.)
- 「ラブラドール・レトリバー」に収録
  - 今日までのメロディー[注 10]

SDN48名義
- GAGAGA
  - 孤独なランナー
- 「愛、チュセヨ」に収録
  - 天国のドアは3回目のベルで開く - 「アンダーガールズA」名義
- 「MIN・MIN・MIN」に収録
  - おねだりシャンパン - 「アンダーガールズA」名義
  - Everyday、カチューシャ（SDN48 ver.）
- 口説きながら麻布十番 duet with みの もんた
- 負け惜しみコングラチュレーション
  - 終わらないアンコール

SKE48名義
- 「チキンLINE」に収録
  - 旅の途中 - 「宮澤佐江と仲間たち」名義[注 11]

### アルバム選抜楽曲
AKB48名義
- 『SET LIST〜グレイテストソングス〜完全盤』に収録
  - あなたがいてくれたから
- 『ここにいたこと』に収録
  - ここにいたこと- 「AKB48+SKE48+SDN48+NMB48」名義
- 『次の足跡』に収録
  - 強さと弱さの間で

SDN48名義
- 『NEXT ENCORE』に収録
  - 1ガロンの汗

### その他の参加楽曲
- シングルCD「Mine」（「河西智美」名義）に収録
  - Enjoy your life !

### 劇場公演ユニット曲
AKB48名義
 チームK 1st Stage「PARTYが始まるよ」
- キスはだめよ

 チームK 2nd Stage「青春ガールズ」
- 禁じられた2人
- 雨の動物園
- ふしだらな夏

 チームK 3rd Stage「脳内パラダイス」
- 君はペガサス

 ひまわり組 1st Stage「僕の太陽」
- 向日葵

 ひまわり組 2nd Stage「夢を死なせるわけにいかない」
- 記憶のジレンマ

 チームK 4th Stage「最終ベルが鳴る」
- リターンマッチ
- おしべとめしべと夜の蝶々

 チームK 5th Stage「逆上がり」
- エンドロール

 THEATRE G-ROSSO 「夢を死なせるわけにいかない」
- 記憶のジレンマ
※田名部生来・野中美郷のスタンバイ

SDN48名義
 SDN48 1st Stage「誘惑のガーター」
- Never!
- Black boy
- オールイン